# Щипавка мала
Щипавка мала (Labia minor) — вид щипавок з родини малих щипавок (Labiidae).

## Поширення
Сучасний ареал поширення малої щипавки охоплює всю Африку, майже всю Європу, значні частини Північної Америки, Західну Азію, Східну Азію та Австралію.
Батьківщиною виду є тропічна Африка. У Європі він поширився не пізніше18 століття. На континенті цей вид відсутній лише на півночі Фенноскандії, але він трапляється досить розрізнено і виявляється не дуже часто. Далі на схід вид зустрічається приблизно до Уралу та Ірану. Локалітети відомі також на Азорських, Канарських островах і Мадейрі, а також на північному заході Африки. В Україні трапляється по всій території, але спорадично і нечасто.
Перша документація зі Сполучених Штатів датується 1838 роком, але вид міг існувати там задовго до цього. У Північній Америці мала щипавка особливо широко поширена в східній половині Сполучених Штатів. Але популяції відомі також із західного узбережжя США, півдня Канади та найпівнічнішої частини Мексики.
У Східній Азії більшість знахідок походить з Корейського півострова та Японії.
Мала щипавка також була завезена в Австралію, Галапагоські острови та Філіппіни, але рідко зустрічається тут. Проте цей вид, ймовірно, часто не помічають через його невеликі розміри, і він може бути більш поширенішим, ніж відомо зараз.

## Опис
Щипавка мала приблизно вдвічі менша від щипавки звичайної (Forficula auricularia) і має довжину 4–7 мм. Тіло шоколадно-коричневе і менш блискуче, ніж каштаново-коричнева F. auricularia. Все тіло вкрите дрібними жовтими щетинками, а вусики мають блідий колір. Крила добре розвинені, складені під невеликими надкрилами, де вони мають тенденцію трохи стирчати. Щипці (церки) на хвості тварини використовуються, щоб допомогти розгорнути крила під час підготовки до польоту. На відміну від щипавки звичайної, мала щипавка досить часто і дуже добре літає.

## Спосіб життя
Малі щипавки живуть в компості та інших місцях з великою кількістю гниючої органіки. Часто трапляються в курниках. Вони мають кусаючий ротовий апарат і харчуються різноманітною органічною їжею, але із задоволенням споживають меншу живу здобич. Дорослі хороші літуни, здатні літати на великі відстані. Вони воліють літати в теплу погоду, ведуть нічний спосіб життя і тому часто прилітають на світло. Вранці вони шукають гарне місце для відпочинку.
Щипавки мають неповний метаморфоз, німфи поступово стають все більше схожими на дорослих особин. Відкладання яєць і розвиток відбувається навесні й на початку літа в компості з відносно високою температурою і вологістю, в найтепліших внутрішніх частинах, де вона становить 18-25° C. Яйця вилуплюються через 7-12 днів. Самка доглядає за яйцями та німфами два-три тижні. Час від  яйцекладання до повного розвитку дорослої комахи залежить від температури в компості. У теплому компості — близько трьох місяців, а при низькій температурі — довше.